# Среднощен ездач (албум)
„Среднощен ездач“ е вторият солов студиен албум на българския рапър и музикален продуцент Фенг, издаден през 2017 г. На обложката е изобразен изпълнителя, облегнат на кола в нощна обстановка. Записването на албума протича в периода между 2016 г. и 2017 г. и включва 10 песни с гост участия на Hoodini, EXC, Yavi и Panasonik. 

Албумът е записан в Студио 33, Бургас и се разпространява от Худ Джи Фем Ентертейнмънт на компакт диск и digital audio.

## Списък на песните в албума[2][3]
| №   | Заглавие                                          | Автор(и)                                   | Музика                    | Аранжимент      | Времетраене |
| --- | ------------------------------------------------- | ------------------------------------------ | ------------------------- | --------------- | ----------- |
| 1.  | Нощна смяна                                       | Петко Иванов                               | Петко Иванов              | Петко Иванов    | 00:50       |
| 2.  | Има кой да гледа                                  | Петко Иванов                               | Петко Иванов              | Петко Иванов    | 03:36       |
| 3.  | Бала с участието на EXC                           | Петко Иванов Николай Николов               | Николай Николов           | Николай Николов | 03:47       |
| 4.  | $-вера                                            | Петко Иванов                               | Петко Иванов              | Петко Иванов    | 04:12       |
| 5.  | От пичи поглед с участието на Hoodini & Panasonik | Петко Иванов, Стоян Иванов Диян Чолаков    | Петко Иванов              | Петко Иванов    | 03:22       |
| 6.  | Не е трудно                                       | Петко Иванов                               | Петко Иванов              | Петко Иванов    | 03:40       |
| 7.  | Няма как с участието на Yavi                      | Петко Иванов                               | Петко Иванов              | Петко Иванов    | 04:31       |
| 8.  | Ако имам хилка в джоба                            | Петко Иванов                               | Петко Иванов              | Петко Иванов    | 03:41       |
| 9.  | Продавинчи с участието на Hoodini & EXC           | Петко Иванов, Николай Николов Стоян Иванов | Петко Иванов Стоян Иванов | Николай Николов | 03:35       |
| 10. | Празен                                            | Петко Иванов                               | Петко Иванов              | Петко Иванов    | 04:32       |

## Видеоклипове
| Видеоклип              | Премиера | Режисьор                                     |
| ---------------------- | -------- | -------------------------------------------- |
| Бала                   | 2017     | Full House Image/Петко Иванов/Христо Андонов |
| Ако имам хилка в джоба | 2017     | Full House Image/Петко Иванов                |
| От пичи поглед         | 2017     | Full House Image/Петко Иванов                |
| Няма как               | 2017     | Full House Image/Петко Иванов                |
| Има кой да гледа       | 2017     | Full House Image/Петко Иванов                |

## Музикалния филм към албума
На 5 март 2018 година излиза 35 минутен филм под името „Среднощен ездач“, чийто автор е Фенг. Музиката към филма са песните от едноименния му албум.

## Екип
Информация от официалния сайт на музикалния издател и обложката на албума.
- Fang – вокали, клавишни, аудио инженер, музикален продуцент, изключителен продуцент
- Hoodini — гост вокали
- Димитър Ганчев — аудио инженер
- EXC – гост вокал, музикален продуцент, асистент инженер, саунд дизайн
- Yavi Ve и Panasonik – гост вокали
- Никол Дойчева, Габриела Иванова, Ваня Чонкова, Янчо Михайлов, Емил Костадинов – беквокали
- Иван Краев — арт дизайн на обложката
- Габриела Иванова — координатор
- Дико Желев – фотография